# Dudley Wilkins
Dudley Wilkins (Dudley Griffin Wilkins; * 11. November 1914 in Crowley, Louisiana; † Februar 1989 ebd.) war ein US-amerikanischer Dreispringer.
Bei den Olympischen Spielen 1936 in Berlin wurde er Achter.
1934 wurde er US-Meister. Seine persönliche Bestleistung von 15,16 m stellte er am 4. Mai 1935 in Baton Rouge auf.